# Comuna Horodneavka, Șepetivka
Horodneavka (în ucraineană Городнявка) este o comună în raionul Șepetivka, regiunea Hmelnîțkîi, Ucraina, formată din satele Bronnîkî, Cervonîi Țvit, Dubiivka, Horodneavka (reședința) și Zamorocennea.

## Demografie
Componența lingvistică a comunei Horodneavka
     Ucraineană (99,07%)
     Alte limbi (0,93%)
Conform recensământului din 2001, majoritatea populației comunei Horodneavka era vorbitoare de ucraineană (99,07%), existând în minoritate și vorbitori de alte limbi.